# 佩倫縣

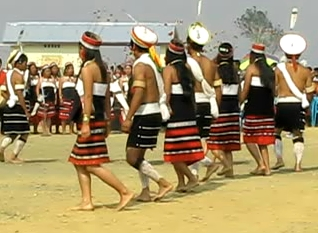

佩倫縣是印度的一個縣，位於該國東北部，由那加蘭邦負責管轄，面積2,300平方公里，海拔高度1,445米，2011年人口94,954，人口密度每平方公里41人。

## 外部連結
- Official site （页面存档备份，存于）